# سلطان بن حمود بن عبيد الرشيد
الأمير سلطان الحمود الرشيد (اسمه الكامل: الامير سلطان الحمود العبد العزيز بن عبد الله ال رشيد )
ثامن حكام إمارة جبل شمر في حائل. (فترة حكمه : ديسمبر 1906 - يوليو 1907).

## وصوله للحكم
الأمير سلطان من فرع عبيد العلي الرشيد. اتفق سلطان الحمود العبيد وإخوته سعود وفيصل على انتزاع الحكم من متعب بن عبد العزيز بن متعب الرشيد. وخططوا لاغتياله مع إخوته الثلاثة، وتم لهم ذلك في ديسمبر 1906 في مكان شرق حائل يدعى «الأحيمر».وأستطاعوا قتل الأمير متعب حاكم حائل، وأخويه مشعل ومحمد، غير أنهم لم يتمكنوا من قتل سعود، الأخ الصغير لمتعب، فقد غادر به أخواله السبهان نحو المدينة المنورة حالما وصلهم خبر مؤامرة أبناءالأمير حمود العبيد على الأمير متعب.
بعد أن تمكن سلطان وإخوته سعود وفيصل من قتل الحاكم متعب وإخوته، عادوا إلى حائل وأعلن سلطان الحمود نفسه حاكما لحائل، وعيّن أخيه سعود ولياً للعهد، أما فيصل فأعطاه إمارة منطقة الجوف.
قام بعد توليه الحكم بالتحالف مع امير بريدة محمد بن عبدالله المهنا والشيخ فيصل الدويش زعيم قبيلة مطير, من ما أدى لحدوث معركة الطرفية عام 1326 هجرية التي استطاع الملك عبدالعزيز الانتصار فيها على هذا التحالف .

## تنازل عن الحكم
التنازل عن الحكم لصالح أخيه سعود، وذلك في يوليو 1907. ويرجّح أنه لم يعش طويلاً بعد عزله.